# いい日旅立ち〜4つの卒業〜
『いい日旅立ち〜4つの卒業〜』（いいひたびだち　4つのそつぎょう）は、1996年3月4日から同年3月25日までフジテレビ系列で放送されていたテレビドラマである。関西テレビと共同テレビの共同制作。放送時間は毎週月曜22:00 - 22:54(JST) 。全4回。

## 概要
ある大学で偏屈者で有名な老教授の元へやってきた様々な理由で大学卒業を取り消されそうな4人の学生達と彼らをいろいろな形で応援する教授の息子の妻を描く。　
本作をもって、1985年10月開始の時代劇『影の軍団 幕末編』から10年半続いた関西テレビ制作の月曜22時のテレビドラマ放送枠は一旦廃枠となり、テレビドラマの放送枠は火曜22時に移動した。

## キャスト
- 浜畑まどか - 高橋由美子
- 浜畑昇 - 阿部寛
- 吉田茜 - 辺見えみり
- 早川俊也 - 坂本昌行（20th Century）
- 北沢真治 - 松村邦洋
- 永瀬由香利 - 渋谷琴乃
- 浜畑充三郎 - 中村嘉葎雄

## スタッフ
- 脚本  - 塩田千種
- 演出 - 若松節朗、高丸雅隆[3]
- 企画 - 濱星彦
- プロデューサー - 山崎一彦、香月純一、目黒正之
- 制作 - 関西テレビ放送、東映、共同テレビ

## 主題歌
- 「負けてもいいよ」高橋由美子[4]

## サブタイトル
| 各話  | 放送日  | サブタイトル          |
| ----- | ------- | --------------------- |
| 第1話 | 3月4日  | バカ嫁ガンコ舅        |
| 第2話 | 3月11日 | 超氷河期女の反撃      |
| 第3話 | 3月18日 | バカ嫁も感動!涙の告白 |
| 第4話 | 3月25日 | バカ嫁号泣!決戦の夜   |